# 新金斯頓 (紐約州)
新金斯頓（英語：New Kingston）是位於美國紐約州特拉華縣的非建制地區。

## 歷史
新金斯頓的郵局自1840年營運至今。

## 地理
新金斯頓所處的海拔為高於海平面514米（即1686英呎），而該地所採用的時區為UTC-5，即北美东部时区（EST）。同時該地設有夏令時間，為UTC-5調快一小時，即UTC-4（EDT）。